# Andrzej Dyrcz
Andrzej Dyrcz (* 9. Januar 1933 in Cieszyn, Polen) ist ein polnischer Ornithologe und Ökologe.

## Leben
Von 1950 bis 1953 studierte Dyrcz Biologie an der Jagiellonen-Universität in Krakau. 1955 erlangte er seinen Master-Abschluss an der Universität Breslau. 1960 promovierte er zum Dr. rer. nat. an der Universität Breslau. 1969 habilitierte er im Bereich Vogel-Ökologie. 1982 wurde er Professor für Tier-Ökologie an der Universität Breslau. 1975 gründete er die Abteilung für Vogel-Ökologie an der Universität Breslau, die er bis 2003 leitete.
Die Forschungsschwerpunkte von Dyrcz umfassen die Verhaltensökologie (Soziobiologie) von Vögeln unter besonderer Berücksichtigung der Paarungssysteme innerhalb der Gattung der Rohrsänger (Acrocephalus), die Brutökologie von Vögeln (einschließlich der neotropischen Arten), das Beobachten von Vogelansammlungen in Sumpfhabitaten, das Studium der polnischen Avifauna und der Naturschutz (insbesondere der Schutz der Flusstäler im Tiefland).

## Werke (Auswahl)
- Rozmieszczenie kolonii gawrona, Corvus frugilegus L., w Polsce, 1966
- The ecology of the Song-thrush (Turdus philomelos Br.) and Blackbird (Turdus merula L.) during the breeding season in an area of their joint occurrence, 1969
- Kosmogeozofia: zadania [i. e. zdania] kluczowe. (1970–1980), Band 1, 1983
- Dolina Baryczy, 1984
- Ptaki torfowisk niskich kotliny biebrzańskiej: Opracowanie faunistyczne, 1984
- Ptaki Śląska: Monografia faunistyczna, 1991 (mit Tadeusz Stawarczyk)
- Family Sylviidae (Old World Warblers) In: Handbook of the Birds of the World - Volume 11 (Old World Flycatchers to Old World Warblers), 2006 (Co-Autor mit Per Alström, Raül Aymí, Franz Bairlein, Peter Clement, Gabriel Gargallo, Frank Hawkins, Steve Madge, David Pearson und Lars Svensson)